# Etobicoke-Nord
Pour la circonscription provinciale, voir Etobicoke-Nord (circonscription provinciale).
Circonscription électorale fédérale du Canada
Etobicoke-Nord ((en) Etobicoke North) est une circonscription électorale fédérale en Ontario.
La circonscription est représentée à la Chambre des communes du Canada par John Zerucelli du Parti libéral depuis 2025.

## Géographie
La circonscription est située dans la partie nord-ouest de la ville de Toronto.
Les circonscriptions limitrophes sont Mississauga—Malton, Brampton-Est, Vaughan—Woodbridge, Humber River—Black Creek, York-Sud—Weston—Etobicoke et Etobicoke-Centre.
En 2011, les circonscriptions limitrophes étaient Bramalea—Gore—Malton, Etobicoke-Centre, Vaughan, York-Sud—Weston et York-Ouest. En 2015, les circonscriptions limitrophes étaient Humber River—Black Creek, Vaughan—Woodbridge, Mississauga—Malton, York-Sud—Weston et Etobicoke-Centre.

## Historique
La circonscription d'Etobicoke-Nord est créée en 1976 à partir des circonscriptions d'Etobicoke et de York-Ouest.

## Députés
| Législature                                     | Années        | Député         | Parti | Parti                     |
| ----------------------------------------------- | ------------- | -------------- | ----- | ------------------------- |
| Etobicoke-Nord issue de Etobicoke et York-Ouest |               |                |       |                           |
| 31e                                             | 1979–1980     | Roy MacLaren   |       | Libéral                   |
| 32e                                             | 1980–1984     | Roy MacLaren   |       | Libéral                   |
| 33e                                             | 1984–1988     | Robert Pennock |       | Progressiste-conservateur |
| 34e                                             | 1988–1993     | Roy MacLaren   |       | Libéral                   |
| 35e                                             | 1993–1996     | Roy MacLaren   |       | Libéral                   |
| 35e                                             | 1996–1997     | Roy Cullen     |       | Libéral                   |
| 36e                                             | 1997–2000     | Roy Cullen     |       | Libéral                   |
| 37e                                             | 2000–2004     | Roy Cullen     |       | Libéral                   |
| 38e                                             | 2004–2006     | Roy Cullen     |       | Libéral                   |
| 39e                                             | 2006–2008     | Roy Cullen     |       | Libéral                   |
| 40e                                             | 2008–2011     | Kirsty Duncan  |       | Libéral                   |
| 41e                                             | 2011–2015     | Kirsty Duncan  |       | Libéral                   |
| 42e                                             | 2015–2019     | Kirsty Duncan  |       | Libéral                   |
| 43e                                             | 2019–2021     | Kirsty Duncan  |       | Libéral                   |
| 44e                                             | 2021–2025     | Kirsty Duncan  |       | Libéral                   |
| 45e                                             | 2025–en cours | John Zerucelli |       | Libéral                   |

## Résultats électoraux
|       | Candidat          | Parti              | # de voix | % des voix |
|       | Toyin Dada        | Conservateur       | +09 673,  | 23 %       |
|       | (X) Kirsty Duncan | Libéral            | +26 251,  | 62,41 %    |
|       | Faisal Hassan     | NPD                | +05 220,  | 12,41 %    |
|       | Akhtar Ayub       | Vert               | +00524,   | 1,25 %     |
|       | Anna Di Carlo     | Marxiste-léniniste | +00232,   | 0,55 %     |
|       | George Szebik     | Indépendant        | +00164,   | 0,39 %     |
| Total | Total             | Total              | 42 064    | 100 %      |

|       | Candidat          | Parti              | # de voix | % des voix |
|       | Priti Lamba       | Conservateur       | +10 357,  | 32,13 %    |
|       | (x) Kirsty Duncan | Libéral            | +13 665,  | 42,39 %    |
|       | Diana Andrews     | NPD                | +07 630,  | 23,67 %    |
|       | John C. Gardner   | Héritage           | +00186,   | 0,58 %     |
|       | Anna Di Carlo     | Marxiste-léniniste | +00189,   | 0,59 %     |
|       | Alex Dvornyak     | Libertarien        | +00208,   | 0,65 %     |
| Total | Total             | Total              | 32 235    | 100 %      |

|       | Candidat       | Parti              | # de voix | % des voix |
|       | Bob Saroya     | Conservateur       | +09 436,  | 30,07 %    |
|       | Kirsty Duncan  | Libéral            | +15 244,  | 48,58 %    |
|       | Ali Naqvi      | NPD                | +04 940,  | 15,74 %    |
|       | Nigel Barriffe | Vert               | +01 460,  | 4,65 %     |
|       | Anna Di Carlo  | Marxiste-léniniste | +00300,   | 0,96 %     |
| Total | Total          | Total              | 31 380    | 100 %      |